# 경주 손씨
경주 손씨(慶州 孫氏)는 경상북도 경주시를 본관으로 하는 한국의 성씨이다.

## 역사
《삼국유사(三國遺事)》에 의하면 진한(辰韓) 육촌(六村) 중 무산대수촌(茂山大樹村)의 촌장(村長) 구례마(俱禮馬)가 처음 이산(伊山)에 내려와 모량부(牟梁部) 손씨(孫氏)의 원조(元祖)가 되었다고 한다.
《동국사략(東國史略)》에서는 기원전 57년 육부(六部)가 알천(閼川)에 모여 상의하여 박혁거세를 옹립하여 임금으로 모시고 서라벌에 도읍을 정하였다고 한다.
《동국통감(東國通鑑)》에는 신라 유리 이사금(儒理尼師今) 9년(서기 32년) 6부명(六部名)을 고쳐서 대수부(大樹部)를 모량부(牟梁部)로 하고 성씨(姓氏)를 손씨(孫氏)로 사성하였다고 한다.
경주 손씨(慶州 孫氏)는 신라 건국 초기인 서기 32년(유리이사금(儒理尼師今) 9년) 사로국 6촌 중 하나인 무산대수촌(茂山大樹村)의 촌장 구례마(俱禮馬)가 손씨로 사성(賜姓)받은 것이 시초이다. 신라 42대 흥덕왕(興德王 826-835) 때 석종고사(石鍾古事)의 주인공인 국효 손순(孫順)을 중조로 하고 경주(慶州), 밀양(密陽), 평해(平海), 세파로 갈렸다. 손순(孫順)의 손자 손익원(孫翼洹)도 월성군에 봉군되어 후손들이 본관을 경주로 하게 되었다.
고려 말에 이르기까지는 세계가 실존하지 않고 고려말에 가서 판밀직사사(判密直司事)를 지낸 손경원(孫敬源)을 1세조로 하였다.
경주 손씨는 조선시대 문과 급제자 21명을 배출하였다.

## 본관
경주(慶州)는 경상북도 남동부에 위치한 지명으로 기원전 57년 이곳에 6촌이 연합하여 고대국가를 형성, 국호를 서라벌, 사로, 사라로 하고, 수도를 금성이라 하였으나 수도명과 국명을 동일시하였다. 서기 65년 국호를 계림(鷄林)으로 칭하기도 하였으나 별칭으로 사용하였으며, 307년에 최초로 국호를 신라로 하였고, 935년 신라 마지막 임금인 경순왕이 손위(遜位)하자 처음으로 경주라는 명칭이 생겼다. 고려가 신라를 합병한 935년(고려 태조 18) 처음으로 경주라 불렀으며, 940년(고려 태조 23) 영남지방의 행정 관청인 안동대도호부(安東大都護府)가 설치되었다. 987년(고려 성종 6) 동경(東京)으로 바꾸고, 유수사(留守使)를 두었으며 1012년(고려 현종 3)에 다시 경주가 되었다. 한동안 경주부에 설치된 경상좌도(慶尙左道)의 감영(監營)이 1601년(조선 선조 34)에 대구로 이동된 후 경주의 지위는 약화되었다. 1895년(조선 고종 32) 23부제(府制) 실시로 경주군으로 개편되고, 1931년 4월 경주면이 읍으로 승격되었다.

## 분파
- 종파(宗派) - 손종하 (종가 서백당)
- 낙선당파(樂善堂派) - 손종노
- 석당공파(石堂公派) - 손오
- 수운정파(水雲亭派) - 손엽
- 사호파(沙湖派) - 손질
- 중훈공파(中訓公派) - 손광현
- 안락당파(安樂堂派) - 손영
- 망재공파(忘齋公派) - 손숙돈
- 유곡공파(枊谷公派) - 손계돈
- 어은공파(漁隱公派) - 손윤돈
- 영천생원공파(永川生員公派) - 손세돈
- 참의(참봉)공파 - 손란
- 순흥파(順興派) - 종손 손병연 (문의전화 010-7200-7272)
- 월성생원공파
- 계당공파
- 화공파
- 월담공파
- 별좌공파

## 인물
- 손소(孫昭, 1433년 ~ 1484년) : 1459년(세조 5) 식년 문과에 병과로 급제하고, 1467년 이시애의 난 평정에 공을 세워 적개공신(敵愾功臣) 2등에 책훈되고 내섬시정(內贍寺正)으로 특진되었다. 1469년(예종 1) 성주목사를 거쳐 공조참의와 안동부사를 역임하고 계림군(雞林君)에 봉해졌다. 시호는 양민(襄敏).
- 손중돈(孫仲暾, 1463년 ~ 1529년) : 손소(孫昭)의 아들. 1482년(성종 13) 사마시에 합격하고 1489년 식년 문과에 병과로 급제하여 공조판서·이조판서와 도승지, 대사헌, 관찰사를 지내고, 우참찬에 이르렀다. 중종 때 청백리에 녹선되었다. 시호는 경절(景節).
- 손종로(孫宗老, ? ~ 1636년) : 손중돈의 현손. 무과에 급제하고, 1634년(인조 12) 남포현감이 되었다.1636년 병자호란 때 쌍령싸움에서 전사하였다. 훈련원정(訓鍊院正)을 증직받았고, 1784년(정조 8)에 정려가 세워졌다.
- 손상일(孫相馹) : 1840년(헌종 6) 식년 문과에 병과로 급제하여 1873년 홍문관부교리에 이르렀다.
- 손석호(孫石鎬,1937년 ~ ) : 중앙선거관리위원회 사무총장(국무위원/장관급)
- 손선규(孫善奎, 1939년 ~ ) : 제3대 건설교통부 차관
- 손봉숙(孫鳳淑, 1944년 ~ ) : 제17대 국회의원

## 집성촌
- 경상북도 경주시 강동면 인동리・단구리
- 경상북도 경주시 안강읍 육통리
- 경상북도 경주시 내남면 용장리
- 경상북도 영주시 순흥면 읍내리
- 경상북도 예천군 용문면 두천리
- 대구광역시 군위군 효령면 내리동
- 대구광역시 군위군 소보면 송원동
- 경상북도 상주시 공성면 신곡리
- 경상북도 상주시 공성면 거창리
- 경상북도 상주시 청리면 율리
- 경상북도 문경시 동로면 마광리
- 경상북도 문경시 영순면 율곡리
- 부산광역시 기장군 정관읍 예림길 예림리
- 울산광역시 울주군 두서면 활천리
- 경기도 하남시 항동
- 경기도 광주시 남한산성면 상번천리・하번천리
- 경기도 포천시 소흘읍
- 충청남도 부여군 장암면 석동리

## 항렬자
| 17세                                | 18세   | 19세              | 20세                          | 21세                                | 22세              | 23세                       | 24세   | 25세     | 26세   | 27세   |
| ----------------------------------- | ------ | ----------------- | ----------------------------- | ----------------------------------- | ----------------- | -------------------------- | ------ | -------- | ------ | ------ |
| 口종(鍾) 口석(錫) 口낙(洛) 口모(謨) | 영(永) | 口수(秀) 口조(祚) | 口섭(燮) 진(晋) 병(炳) 현(顯) | 口익(翼) 口달(達) 口원(遠) 口규(奎) | 口호(鎬) 口현(鉉) | 口락(洛) 口하(河) 口준(準) | 동(東) | 口훈(薰) | 효(孝) | 라(邏) |

## 인구
- 1985년 19,462가구 81,560명
- 2000년 24,830가구 78,450명
- 2015년 68,486명